# Государственный строй Бразилии
Бразилия, как и все государства Южной Америки, — президентская республика.

## Конституционный строй
В настоящее время в Бразилии действует Конституция 1988 года с поправками, принятыми в 1994 и 1997 годах. В соответствии с ней Бразилия является демократическим правовым государством, основанным на принципах суверенитета, гражданства, человеческого достоинства, социальных ценностей, свободного предпринимательства и политического плюрализма.
Первоначально Конституция 1988 года устанавливала в Бразилии временную форму правления, согласно ей в стране был назначен референдум о форме (республика или монархия) и системе правления (президентская или парламентская). На состоявшемся 21 апреля 1993 года референдуме большая часть избирателей проголосовала за республику (66,1 %) с президентской формой правления (56,4 %).
Бразилия — федеративная республика, в состав которой входят 26 штатов и столичный федеральный округ Бразилиа. Правительство штатов имеет схожую с федеральным правительством структуру и пользуется полномочиями, закреплёнными в конституциях штатов. Главой исполнительной власти штатов является губернатор, который избирается прямым голосованием на срок 4 года.
Институт федерального вмешательства в дела субъектов федерации строго регламентируется и допускается лишь в случаях нарушения территориальной целостности государства, иностранной интервенции, конфликта между штатами, несоблюдения общественного порядка и финансовой дисциплины.

## Исполнительная власть
Главой исполнительной власти и главой государства в Бразилии является президент. Он возглавляет сформированный им кабинет министров — Федеральное правительство. Вторым лицом государства является вице-президент. Президент и вице-президент избираются на всеобщих выборах сроком на 4 года из числа кандидатов, выдвинутых официально зарегистрированными политическими партиями и коалициями. Для избрания на пост необходимо собрать абсолютное большинство голосов, и в случае необходимости проводится второй тур голосования с участием двух претендентов, набравших наибольшее количество голосов. С 1997 года допускается переизбрание на второй срок.
В компетенцию президента Бразилии входит подписание и издание законов и временных актов, установление дипломатических отношений и подписание международных договоров. Президент направляет на рассмотрение конгресса планы развития и проекты бюджета. Также президент является верховным главнокомандующим Вооружёнными силами и имеет право вводить чрезвычайное и осадное положения, объявлять войну, предоставлять амнистию, смягчать приговоры.

### Министерства и государственные агентства
- Министерство внешних связей
- Министерство горнорудной промышленности и энергетики
  - Агентство по регулированию электроэнергетики
  - Национальное агентство нефти, природного газа и биотоплива
- Министерство гражданской авиации
  - Национальное агентство гражданской авиации Бразилии
- Министерство здравоохранения
  - Национальное агентство наблюдения за здоровьем
- Министерство культуры
- Министерство науки и технологий
  - Национальная атомная энергетическая комиссия
- Министерство обороны
- Министерство образования
- Министерство сельского хозяйства
- Министерство связи
  - Агентство связи
- Министерство туризма
- Министерство финансов
- Административный совет по экономической защите Бразилии
- Комиссия по ценным бумагам (Бразилия)

## Законодательная власть
Законодательная власть в Бразилии на уровне федерации принадлежит двухпалатному Национальному конгрессу, состоящему из Палаты депутатов и Федерального сената. Обе палаты обладают равными полномочиями. Одобренные конгрессом законопроекты направляются на утверждение президенту; в случае его отказа утвердить закон, конгрессмены могут преодолеть вето большинством голосов на совместном заседании обеих палат.
Сенаторы должны быть не моложе 35 лет, депутаты — не моложе 21 года. Палата депутатов избирается на четыре года на основе всеобщего пропорционального голосования, причём избиратели отдают голоса не за партию, а за кандидатов, предложенных партиями. Сенат состоит из представителей штатов и федерального округа, избранных населением по мажоритарной системе. Каждый субъект федерации представлен 3 сенаторами, избираемыми на 8 лет. Каждые 4 года представительство субъекта обновляется на одну и две трети.
Конгресс имеет право отстранить президента от занимаемой должности. Для этого необходимы две трети голосов депутатов (если Верховный суд обвинит президента в совершении уголовного преступления) или сенаторов (если президент не справляется со своими обязанностями).

## Судебная власть
Судебная система в Бразилии состоит из вертикали общих и специальных судов. Высшими органами судебной власти являются Федеральный верховный суд и Высший суд правосудия. Федеральный верховный суд играет роль конституционного суда: он осуществляет контроль над соблюдением конституции, решает внешнеполитические и внутренние конфликты. Высший суд правосудия выносит решения по обвинению против губернаторов и других должностных лиц штатов, имеет право пересмотреть решения нижестоящих судебных органов и занимается толкованием законодательства.
Кроме того, в стране действуют Высший суд по трудовым вопросам, Высший избирательный суд, Высший военный трибунал, а также общие и специальные суды на уровне штатов, местные суды и суды присяжных для рассмотрения уголовных дел. Судебная власть пользуется административной и экономической автономией.

## Избирательная система
В выборах в Бразилии могут участвовать граждане не моложе 16 лет. Для всех грамотных граждан в возрасте от 18 до 69 лет участие в выборах является строго обязательным.